# Africa Records (студія звукозапису)
Africa Records ― українська студія звукозапису,продюсерський центр,розташований у місті Львів.
Засновником та власником студії є Павло Яворський (Yaski).
Студія Africa Records дозволяє записувати  оркестрові та хорові колективи,сесійні концерти,та являється майданчиком для відеозйомок LIVE концертів.
Студія була заснована у 2022 році за два місяці до повномасштабного вторгнення Росії в Україну, до війни.[ангажоване джерело]

## Соціальні Мережі
https://africarecords.com.ua/
https://www.instagram.com/africa.records/
https://www.facebook.com/AfricaStudioRecords/

## Керівництво
- Павло Яворський (Yaski) ― продюсер, звукорежисер.
- Михайло Кравець (Mike Kravets) ― продюсер, звукорежисер, звукоінженер.